# Broken, Småland
Broken är en sjö i Emmaboda kommun i Småland och ingår i Lyckebyåns huvudavrinningsområde.